# Émile-Georges De Meyst
Émile-Georges De Meyst est un réalisateur belge, né le 11 avril 1902 à Saint-Josse-ten-Noode (Bruxelles) et mort le 13 décembre 1989  à Etterbeek (Région de Bruxelles-Capitale). Il a également été décorateur de cinéma en Belgique, et en France où il a fait son initiation.
De la comédie (souvent empruntée au théâtre populaire et ayant des saveurs bruxelloises) à l’opérette, du drame naturaliste tiré de la littérature (Le Mort, 1936)) aux films à la gloire de la Résistance (Baraque 1, 1945 ; Forçats d’honneur, 1945), du film en costume aux films policiers (Les Gangsters de l’expo, 1937 ; Les Atouts de Monsieur Wens, 1947 ; Passeurs d’or, 1948 ; La Tricheuse, 1960 ;  Filles de fraudeurs, 1961), Émile-Georges De Meystne ne s’est spécialisé dans aucun genre.

## Biographie
Dans les années 1920, Émile-Georges De Meyst met au point des trucages optiques employés dans plusieurs films dont Napoléon d’Abel Gance et L'Argent de Marcel L’Herbier.
À l'instar de Gaston Schoukens, Émile-Georges De Meyst est connu pour des films populaires : des comédies comme La Tante à héritage (1923), Bienaimé Lanouille (1935), Le Cocu magnifique scénarisé par Fernand Crommelynck (1947) et interprété par Jean-Louis Barrault et Yvonne Printemps venus jouer à Bruxelles au studio Sonar, Ah ! Qu'il fait bon chez nous (1950), des films patriotiques comme La Brabançonne (1931), des policiers comme Les Atouts de Monsieur Wens, un film naturaliste comme Le Mort (1936) ou d'aventure et, surtout, Soldats sans uniformes, tourné clandestinement sous l'occupation allemande pour illustrer la résistance belge, et encore, après la guerre, Passeurs d'or (1948), une coproduction franco-belge avec Pathé cinéma, le plus gros chiffre d'affaires de cette firme cette année-là. Il fut aussi conseiller artistique de quelques films belges dont La Maudite de Norbert Benoit.
Mais c'est le film de résistance, Soldats sans uniforme, qui fit la réputation de De Meyst en Belgique, sans que, pour cela, son nom fut reconnu en France. Pendant l'Occupation allemande, De Meyst écrivait pour la presse clandestine. Il prétendait tourner des documentaires culturels, comme le faisait, par exemple, Henri Storck, lequel, lui, ne faisait pas de résistance, mais faisait, au contraire, son possible pour entrer dans les vues allemandes avec ses films de retour à la terre destinés à inciter les paysans à forcer la production agricole pour satisfaire les exigences de la corporation de l'agriculture créée par l'occupant pour faciliter ses réquisitions alimentaires. De Meyst, par contre, réussit à détourner de la pellicule au nez et à la barbe des occupants qui, pourtant, contrôlaient toute espèce de fourniture dans une économie strictement contingentée. Il parvint, petit à petit, à accumuler un stock de pellicule Gevaert, qui était encore une société belge, suffisamment pour tourner un film sur la résistance. En juillet 1944, De Meyst et son scénariste habituel René Herdé (René Van de Weerdt) inventèrent un scénario-prétexte afin de masquer le véritable sujet du film. La plupart des acteurs et techniciens n'étaient pas informés de la supercherie. La précaution s'avérera utile puisque l'ingénieur du son était devenu un collaborateur zélé. Par prudence, le scénariste jouait lui-même le rôle principal du chef de réseau. Le tournage avait commencé pendant les dernières semaines de l'occupation et chacun croyait qu'il s'agissait d'un banal film policier autour d'un trafic de drogue. À ce sujet, une anecdote donne une idée du climat dans lequel se déroulait le tournage. Elle est racontée par un des frères De Kempeneer, les patrons du laboratoire cinématographique Labor Ciné. Ce laboratoire, réquisitionné par les Allemands, servait malgré cela à des besognes clandestines comme le développement et le tirage de prises de vues, notamment pour De Meyst. Ce que raconte De Kempeneer, c'est que De Meyst dirigeait ses acteurs et ses figurants dans un sens qui pouvait paraître incompréhensible si on le jugeait par rapport au sujet supposé d'une simple affaire policière scénarisée comme on l'aurait fait avant la guerre, en faisant, en apparence, totalement abstraction de celle-ci, alors que l'ambiance pesante de l'occupation ennemie se faisait pourtant sentir dans tous les domaines de la vie quotidienne. C'est ainsi que certaines attitudes imposées aux figurants qui croyaient jouer des policiers belges faisaient plutôt penser au comportement des nazis. Et pour cause, il s'agissait bien de réaliser un film sur la résistance en lutte contre la Gestapo. Même les acteurs n'étaient pas au courant. C'est ainsi que le metteur en scène leur imposait une étrange prononciation de certains mots, comme du mot "police". Dans une scène, pour crier « la police est là », il fallait prononcer « la poli-ce » est là, en détachant la dernière syllabe. La prononciation des mots entraîne un certain mouvement des lèvres. La chose a son importance pour la future post-synchronisation. C'est que le film, tourné en muet, allait être post-synchronisé dès que la libération de Bruxelles aurait sonné. À ce moment-là, la voix de l'acteur enregistrerait « la poli-zei" est là » ce qui allait correspondre au mouvement des lèvres imposé par le réalisateur. Les soi-disant policiers belges à la poursuite de trafiquants étaient en fait destinés, dans la version finale, à être des gestapistes s'exprimant en allemand.
Grâce à la libération de Bruxelles on put tourner des scènes encore manquantes en toute liberté, notamment avec des uniformes allemands récupérés dans les stocks abandonnés par la Wehrmacht. Aussi, déjà presque achevé alors que les Allemands quittaient Bruxelles, Soldats sans uniforme fut-il le premier film sur la Résistance qui sortit en Belgique.
En 1955, Émile-Georges De Meyst fut le directeur artistique, avec Jaak Van Luyth, du film Les mouettes meurent au port réalisé par Rik Kuypers, Ivo Michiels et Roland Verhavert. Il exerça plusieurs fois cette fonction pour Jef Bruyninckx et d'autres (Joris Diels, Alexandre Szombati, Michel Romanoff et Jean-Marc Landier).

## Postérité
En regard des transformations de style du cinéma dans les années 1960, les démarches populaires de Gaston Schoukens ou d'Émile-Georges De Meyst parurent datées.

## Filmographie
- 1923 :  De suikertante (court-métrage)
- 1923 :  La Roche du diable
- 1923 :  La Tante à héritage  (court-métrage)
- 1932 :  La Brabançonne
- 1934 :  L'Amour en six jours
- 1935 :  Le Bien-aimé Lanouille
- 1935 :  Les Peperbol à l'exposition
- 1936 :  Ça viendra
- 1936 :  Le Mort
- 1937 :  Les Gangsters de l'expo
- 1945 :  Soldats sans uniforme
- 1946 :  Baraque n° 1
- 1946 :  Forçats d'honneur
- 1947 :  Le Cocu magnifique
- 1947 :  Les Atouts de Monsieur Wens
- 1948 :  Passeurs d'or
- 1949 :  La Maudite (réalisé par Norbert Benoit, coproduit par Marcel Jauniaux et supervisé par Émile-Georges De Meyst),
- 1950 :  Ah ! Qu'il fait bon chez nous (mis en scène par Jacques Loar. Émile-Georges De Meyst est conseiller technique.)
- 1950 :  Les anges sont parmi nous
- 1956 :  La Belote de Ture Bloemkuul (coréalisé avec Jean-Louis Colmant)
- 1961 :  La Tricheuse
- 1962 :  Filles de fraudeurs
- 1967 :  La Maison des cigognes[4],[5].